# MOSiR-Stadion Danzig
Das MOSiR-Stadion (polnisch Stadion Miejskiego Ośrodka Sportu i Rekreacji) ist das städtische Rugby- und Fußballstadion der polnischen Stadt Danzig. Es bietet 11.811 Plätze, zu denen 315 V.I.P.-Plätze, 124 Presseplätze und 35 rollstuhlgerechte Plätze gehören. Es war von 1945 bis 2011 die Spielstätte des Fußballclubs Lechia Gdańsk.

## Geschichte
Das MOSiR-Stadion in Danzig wurde im Jahre 1927 als Jahnkampfbahn im damaligen Kleinstaat Danzig erbaut. Bereits acht Jahre nach dem Bau des Geländes wurden erstmals Renovierungsarbeiten vorgenommen und nunmehr in Albert-Forster-Stadion umbenannt. Das Stadion wurde als größte städtische Arena z. B. bei Spielen der Endrunde um die deutsche Fußballmeisterschaft genutzt, da die Danziger Vereine nach dem Ersten Weltkrieg weiterhin in den deutschen Spielbetrieb eingebunden waren und nicht erst nach der völkerrechtswidrigen Annexion der Freien Stadt Danzig an das Deutsche Reich. 
Als 1945 sämtliche deutsche Klubs zwangsaufgelöst worden waren und unter anderem der neue Verein Lechia Gdańsk gegründet worden war, konnte dieser das Stadion als Austragungsort für seine Heimspiele nutzen. Lechia Gdańsk erreichte zweimal das Pokalfinale und wurde bis heute einmal polnischer Pokalsieger. Einen Meistertitel konnte der Verein jedoch noch nicht gewinnen, wobei die beste Platzierung in der Liga ein dritter Platz in der Spielzeit 1955/56 war. Aktuell spielt Lechia in der Ekstraklasa, der höchsten Spielklasse im polnischen Fußball.
Das MOSiR-Stadion bietet zurzeit Platz für 11.811 Zuschauer. Der Besucherrekord in diesem Stadion, das auch als Stadion Lechii bezeichnet wird, wurde verzeichnet, als der italienische Fußball-Rekordmeister Juventus Turin (2:3) am 28. September 1983 in Danzig gastierte und 40.000 Zuschauer ins Stadion kamen, wobei zur Zeit des Spieles die Kapazität des Stadions auch noch höher war. Die polnische Fußballnationalmannschaft trug ebenfalls bereits ein Länderspiel im MOSiR-Stadion aus. 1987 spielte die Auswahl Polens 0:0 gegen Zypern in einem Qualifikationsspiel für die Europameisterschaft 1988. Neben dem Fußball wird das MOSiR-Stadion auch für Konzerte genutzt. 
Da Polen zusammen mit der Ukraine als Ausrichter der Fußball-Europameisterschaft 2012 ausgewählt und Danzig als Spielort vorgesehen war, wurde eine neue Arena in der Stadt gebaut, die den Namen PGE Arena Gdańsk erhielt. Nach der Fertigstellung im Sommer 2011 zog Lechia Gdańsk in die neue, knapp 44.000 Zuschauer fassende Arena um. 
Während der Europameisterschaft 2012 nutzte die deutsche Nationalmannschaft, die ihr Quartier in Danzig bezogen hatte, das Stadion als Trainingsgelände. Die Zukunft des MOSiR-Stadions in Danzig ist offen. Sowohl die Nutzung durch kleinere Vereine als auch ein Abriss stehen zur Debatte.
Die Rugbyabteilung von Lechia Gdańsk nutzt das Stadion bei wichtigen Partien mit hohem Zuschaueraufkommen.

## Galerie

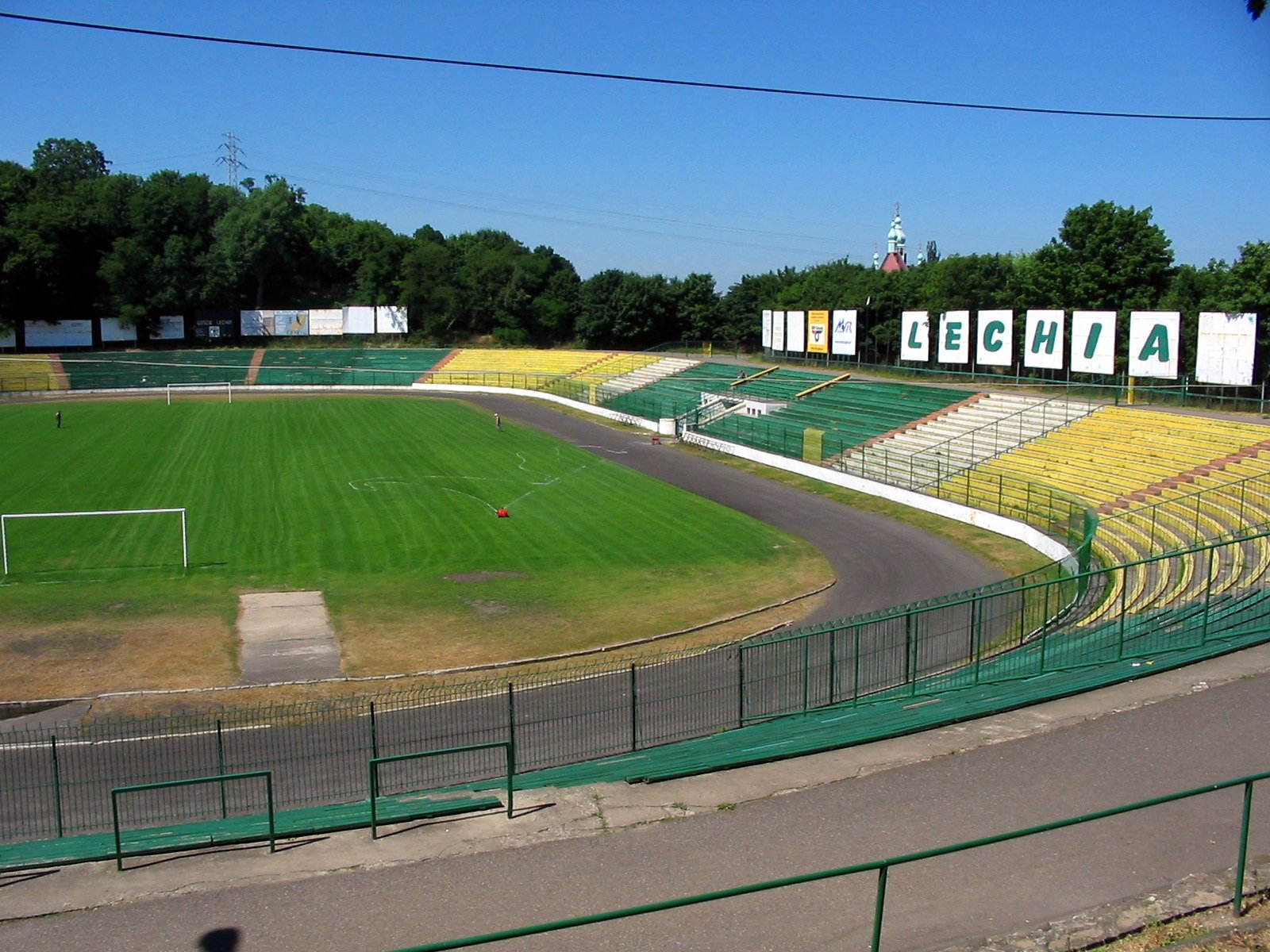
Das Stadion vor der Renovierung (2005)
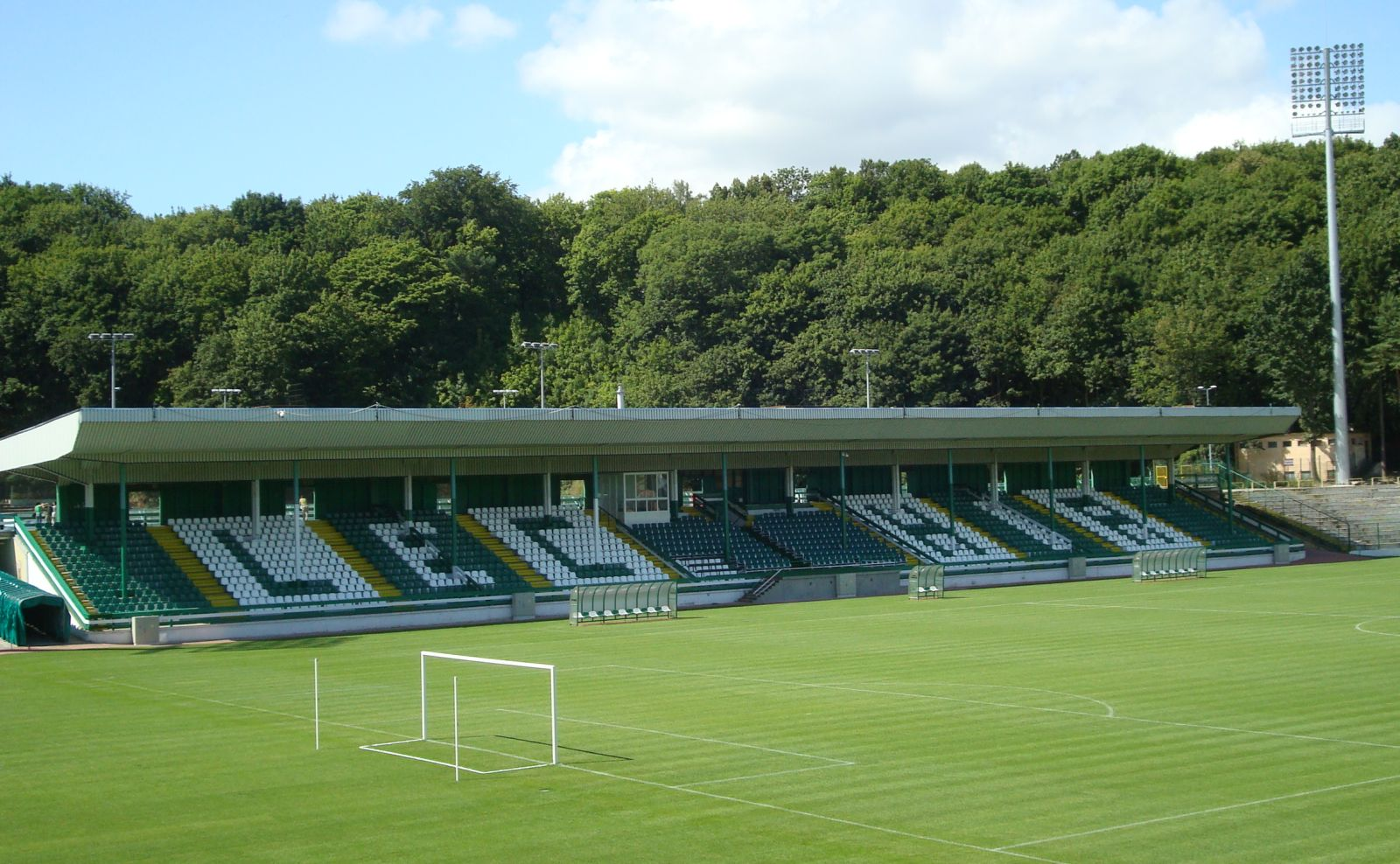
Die Haupttribüne des Stadions (2008)
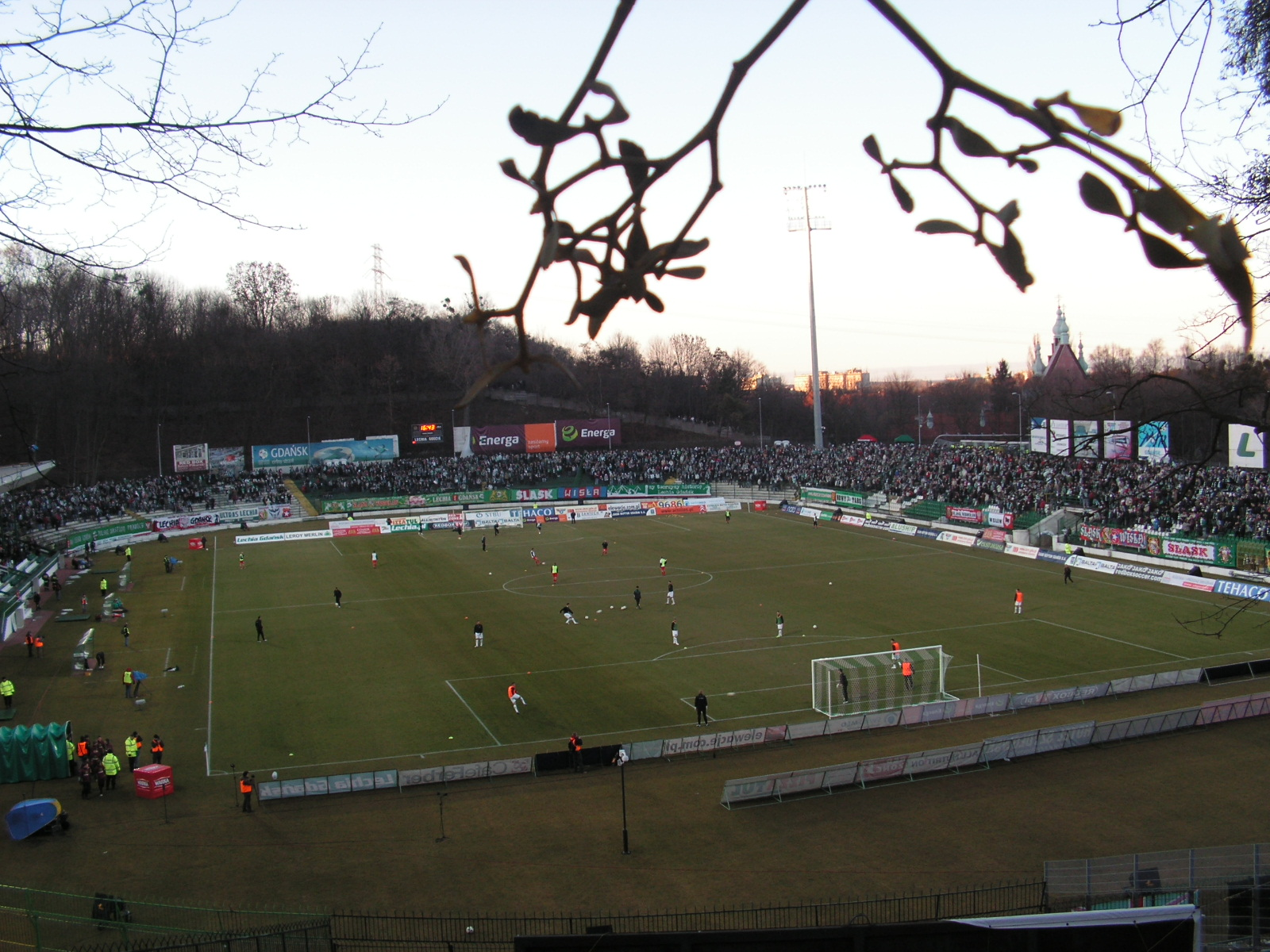
Blick ins Stadion (2009)
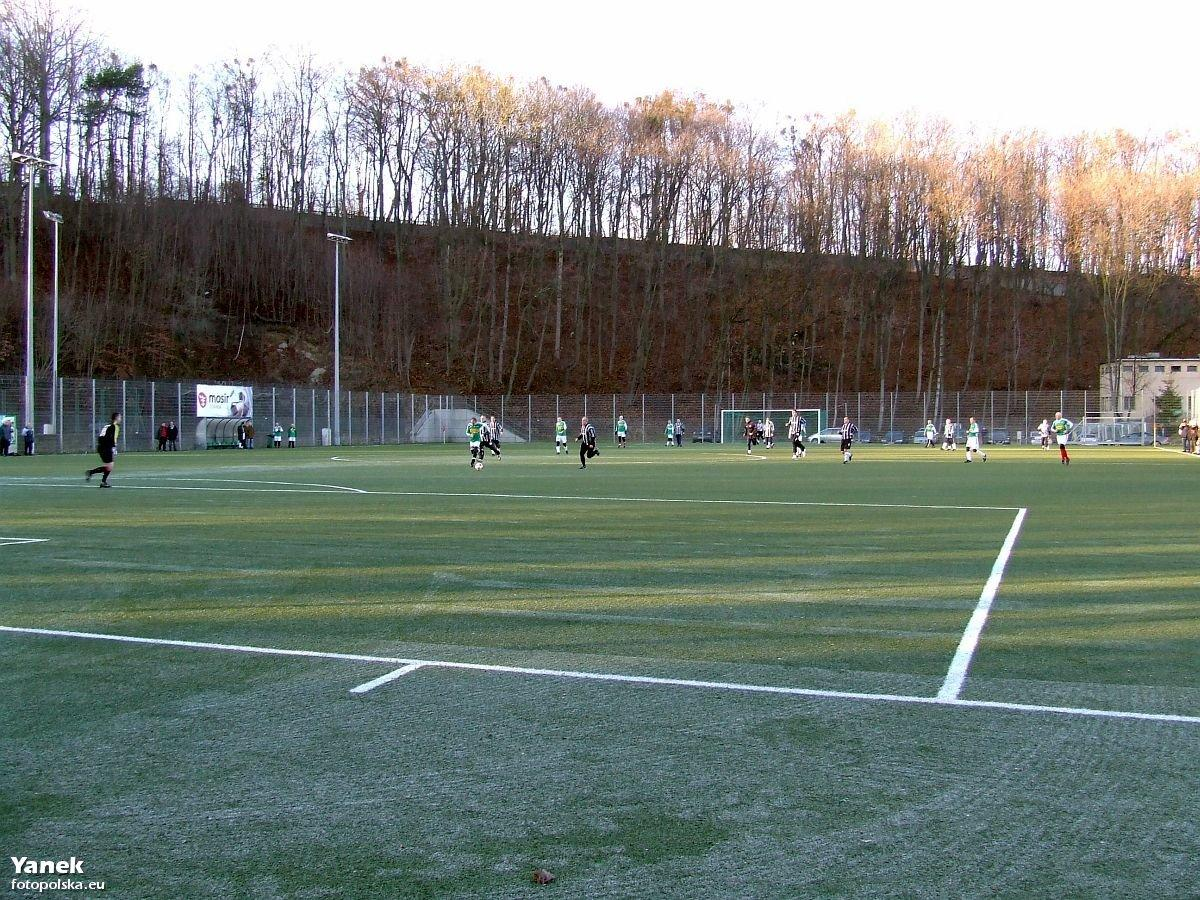
Trainingsplatz neben dem Stadion (2011)